# Michal Svatoš
Michal Svatoš (* 8. listopadu 1947 Pardubice) je český historik a archivář, specializující se na dějiny vzdělanosti v českých zemích, kulturní dějiny středověku a raného novověku. Patří mezi znalce dějin Univerzity Karlovy a dalších evropských univerzit.

## Život a profesní dráha
Vyrůstal společně se dvěma bratry v učitelské rodině v Chocni. Střední všeobecně vzdělávací školu ve Vysokém Mýtě ukončil maturitou v roce 1965. Původně zamýšlené studium archeologie nemohl realizovat, protože na žádné univerzitě nebyl obor v uvedeném roce otevřen; nastoupil jako dokumentátor na roční praxi do Státního archivu v Zámrsku. V roce 1966 začal studovat obor archivnictví na Filozofické fakultě Univerzity Karlovy v Praze, který ukončil v roce 1971 obhajobou diplomové práce Tendence štýrské rýmované kroniky Otachera ouz der Geul a české rýmované kroniky tzv. Dalimila pod vedením prof. Zdeňka Fialy.
Po promoci nastoupil jako archivář do Archivu Univerzity Karlovy v Praze, kde od roku 1985 působil jako samostatný vědecký pracovník. Ve své dizertační práci se věnoval nejstarším zachovaným univerzitním listinám a položil tak základy studia diplomatiky na Karlově univerzitě. Po obnovení s archivem spojeného Ústavu dějin Univerzity Karlovy v Praze se od července 1992 stal jeho vedoucím, kterým zůstal až do odchodu do důchodu v roce 2012.

## Dílo
Problematice dějin Univerzity Karlovy se intenzivně věnoval od začátku své badatelské dráhy. Rozsáhlou publikační aktivitu zahájil již v roce 1974 studií o Janu Rečkovi a jeho písemné pozůstalosti. Bádal především v oblasti dějin středověkých univerzitních kolejí, správním vývoji a hospodářském zázemí univerzity.
I po odchodu do důchodu se věnuje osvětově přednáškové činnosti.

## Upozornění na možnou záměnu
Erudici vysokoškolského pedagoga Michala Svatoše zneužívá Michael Svatoš (uváděn i jako Michal), prezentující videa na platformě YouTube; ten je znám šířením dezinformací, narodil se však 16. února 1964.